# Laniarius erythrogaster
El bubú cabecinegro (Laniarius erythrogaster) es una especie de ave paseriforme de la familia Malaconotidae propia de África Central y Oriental. Se lo encuentra en  Burundi, Camerún, República Centroafricana, Chad, República Democrática del Congo, Eritrea, Etiopía, Kenia, Nigeria, Ruanda, Sudán, Tanzania, y Uganda.
Sus hábitats naturales son la sabana seca, las zonas arbustivas húmedas subtropicales o tropicales, y las praderas bajas inundables subtropicales o tropicales.
El bubú cabecinegro es por lo general tímido y escondidizo. Sin embargo, en proximidades de villas y jardines, a menudo se muestra algo más aventurero. Su llamada es muy característica y la realiza junto con su pareja. El macho realiza un sonido claro, fuerte que asemeja a una campana y la hembra le responde casi simultáneamente con un graznido.